# Vicente Carranza
Vicente Carranza Escudero (Daimiel, Castilla-La Mancha, 14 de noviembre de 1928-Madrid, 30 de octubre de 2019) fue un ceramófilo español poseedor de una gran colección de  obras, parte de las cuales se encuentran expuestas en el Alcázar de Sevilla, el Museo de la Cerámica de Triana, el Museo Comarcal de Daimiel y el Museo de Santa Cruz en Toledo.

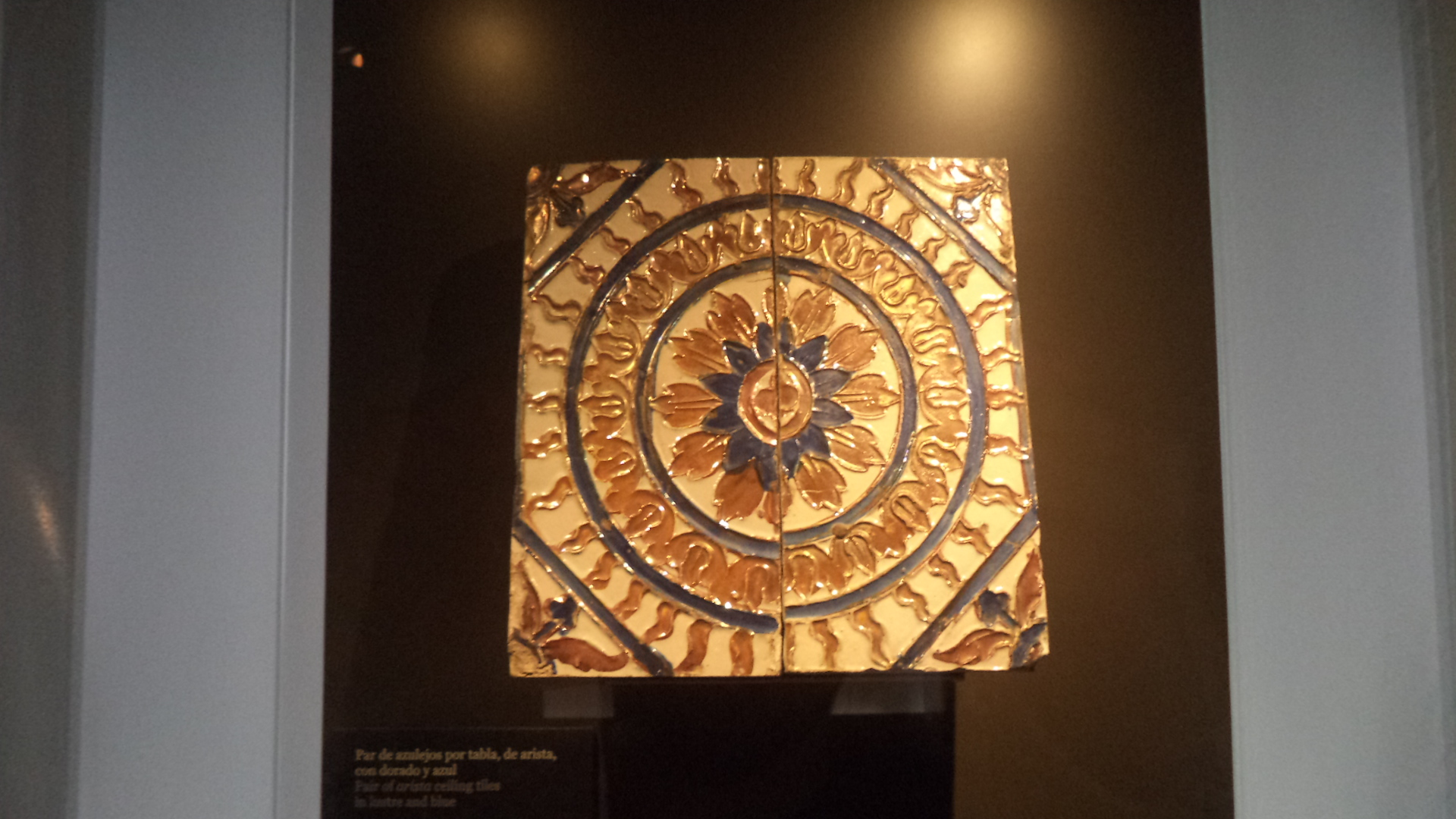
Ladrillo por tabla perteneciente a la colección del ceramófilo Vicente Carranza Escudero expuesta en el Alcázar de Sevilla

## Alcázar de Sevilla
La exposición permanente cuenta con 171 piezas distribuidas en tres salas situadas en el Cuarto del Almirante de este edificio histórico. Está dedicada a la memoria de Miguel Ángel Carranza.

## Libros
- Alfonso Pleguezuelo: Talaveras en la Colección Carranza (1994).
- Alfonso Pleguezuelo: Cerámica Arte y Devoción (1995)
- Alfonso Pleguezuelo: Cerámicas de Triana. Colección Carranza (1996)

## Reconocimientos
- Hijo predilecto de Daimiel en 1995.
- Académico por la Real Academia de Bellas Artes y Ciencias Históricas de Toledo en el año 2004.
- Medalla de Honor de Daimiel del 2008.
- Medalla de Oro de la ciudad de Sevilla el 30 de mayo de 2010.
- Académico por la Real Academia de Bellas Artes de Santa Isabel de Hungría de Sevilla.
- Medalla a la Excelencia Cultural de Castilla-La Mancha. 2017.[6]